# E3 Prijs Harelbeke 1995
L'E3 Prijs Harelbeke 1995, trentottesima edizione della corsa, si svolse il 25 marzo su un percorso di 206 km, con partenza ed arrivo a Harelbeke. Fu vinta dal belga Bart Leysen della squadra Mapei-GB-Latexco davanti allo svizzero Steffen Wesemann e all'altro belga Carlo Bomans.

## Ordine d'arrivo (Top 10)
| Pos. | Corridore        | Squadra                      | Tempo    |
| ---- | ---------------- | ---------------------------- | -------- |
| 1    | Bart Leysen      | Mapei-GB-Latexco             | 4h53'00" |
| 2    | Steffen Wesemann | Team Deutsche Telekom        | a 11"    |
| 3    | Carlo Bomans     | Mapei-GB-Latexco             | s.t.     |
| 4    | Jo Planckaert    | Collstrop-Lystex             | s.t.     |
| 5    | Tristan Hoffman  | TVM                          | s.t.     |
| 6    | Giovanni Fidanza | Polti-Granarolo-Santini      | s.t.     |
| 7    | Mauro Bettin     | Aki-Gipiemme-Pitti Shoes     | s.t.     |
| 8    | Rolf Sörensen    | MG Boys Maglificio-Technogym | s.t.     |
| 9    | Wim Omloop       | Collstrop-Lystex             | s.t.     |
| 10   | Guido Bontempi   | Gewiss-Ballan                | s.t.     |